# 第四軍官訓練班
| 陸軍軍官學校各軍官訓練班 | 陸軍軍官學校各軍官訓練班 | 陸軍軍官學校各軍官訓練班 | 陸軍軍官學校各軍官訓練班 |
| 番號                     | 地點                     | 主任                     |                          |
| ------------------------ | ------------------------ | ------------------------ | ------------------------ |
| 第一軍官訓練班           | 北平                     | 徐幼常                   |                          |
| 第二軍官訓練班           | 西安                     | 劉釗銘                   |                          |
| 第三軍官訓練班           | 瀋陽                     | 宋希濂                   |                          |
| 第四軍官訓練班           | 臺灣鳳山                 | 孫立人                   |                          |
| 第五軍官訓練班           | 新疆迪化                 | 劉嘯凡                   |                          |
| 第六軍官訓練班           | 漢口                     | 陳素農                   |                          |
| 第七軍官訓練班           | 江蘇徐州                 | 黃百韜                   |                          |

陸軍訓練司令部兼辦第四軍官訓練班，全稱為陸軍軍官學校第四軍官訓練分班，緣起於1947年國民政府下令動員戡亂，為適應國民革命軍大量初級幹部之需求，以及讓眾多行伍軍官取得陸軍軍官學校學籍，陸軍官校遂奉命成立若干軍官訓練分班。後改編為陸軍訓練司令部，總管全國新兵訓練；再改編為黃埔軍校鳳山專修班；又再改編為陸軍官校本部（在臺復校）。

## 整建新軍
1947年6月，孫立人將軍自東北戰場返回南京述職，蔣中正原有意要他擔任中華民國陸軍軍官學校校長，孫則認為辦學緩不濟急，他願為政府訓練新軍三十萬，用此新軍開赴秦皇島，直搗佳木斯。蔣嘉揚其忠勇，由國防部正式任命孫為中華民國陸軍副總司令兼陸軍訓練司令部司令官。
當時各方對於整訓部有意見不一，許多將領認為國軍只能一面作戰，一面訓練，國防部則採取其意見，命各軍區分區整訓部隊，由陸軍訓練司令部督訓。孫認為這種效果不佳，應重新從基本訓練做起，並建議以臺灣為訓練基地，遠離大陸戰場，不受任何干擾，按照孫的理想，從基本做起始能練出一支勁旅，最後決定是臺灣南部的鳳山。
孫立人將軍認為鳳山原有日軍一個聯隊的兵營、訓練場所與營房設施，做為新軍訓練基地最適宜。當時有人認為陸軍訓練基地，應在水陸交通便利的大城市，如北平、南京、廣州、武昌，如此調兵才快捷。蔣中正亦覺鳳山距離首都較遠，起初不同意設址於鳳山。
孫認為訓練軍隊之處，一定要適合下列條件：
一、交通要方便，水陸皆可通行；二、兵源要充足；三、練兵不能太急切；四、要有新兵，不能只把現有軍人調回受訓。
但蔣還不同意，孫解釋：由南京陸路運兵到北平、东北，還不如臺灣自海路運兵得快，更何況鐵路容易遭共軍切斷，未必安全。經此多方解說，才獲得蔣的批准，以鳳山為訓練基地。

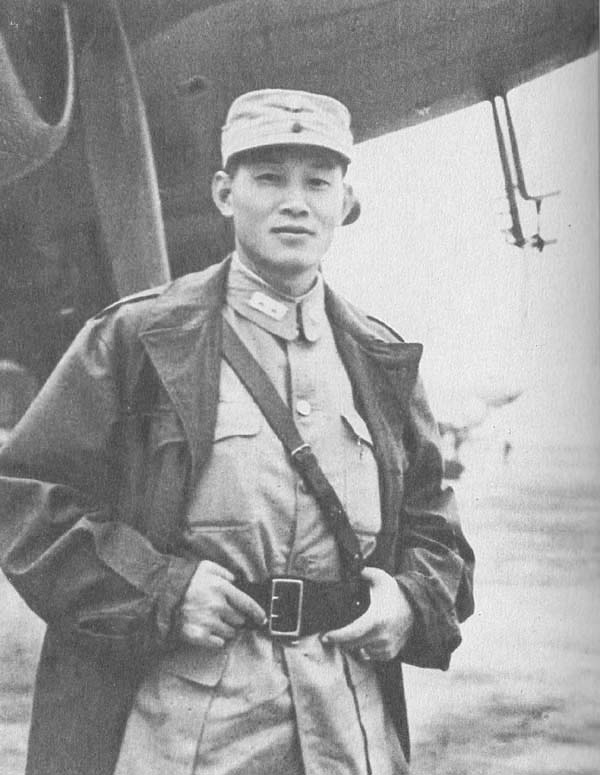
第四軍官訓練班班主任孫立人中將

## 訓練班成立
1947年10月，第四軍官訓練班成立於臺灣高雄縣鳳山鎮，初定名為陸軍軍官學校臺灣軍官訓練班，後因各軍官訓練班相繼成立，乃改為陸軍軍官學校第四軍官訓練班。在組織上隸屬於成都本校，指揮上歸位在鳳山的陸軍訓練司令部，由司令官孫立人兼班主任。
鳳山鎮在臺灣日治時期稱為高雄州鳳山鎮鳳山街，高雄在戰略上極為日人所重視，除左營軍港為臺灣海軍大本營外，亦有機場多座岡山、高雄、阿蓮（以上為海軍機場）以及小港、鳳山、屏東（以上為陸軍機場），更有多種倉庫（包括燃料、兵器、彈藥、糧秣、被服、船舶兵器等重要軍事物資）分別座落在岡山、高雄市、鳳山等地，其中以鳳山最為重要。根據統計，日軍在臺灣陸軍工廠倉庫建築物，以建坪而論，以高雄州鳳山郡鳳山街排名第一。並且拿其他地區所有倉庫建坪面積的總和，也只有47268坪，遠遠落後鳳山街的335364坪。當然其他相應的營區和軍眷住宅自亦眾多，這種優越的條件，自然讓以孫立人為首的陸訓部高級將領極為中意。
究實際，陸訓部與第四軍官訓練班可說是一套人馬兩塊招牌，訓練班執行並實驗陸訓班一切訓練計畫及方案。1949年底國民黨政府撤退來臺，陸軍官校本部師生於成都一戰，土崩瓦解，連關防都未攜出。1950年9月蔣中正手令陸軍官校在臺復校，並以鳳山本班為校址，培育出五期畢業生的第四軍訓班遂正式結束。

## 影響
班主任孫立人將軍曾在第四軍官訓練分班第19期（從第15期起算，第19期為最後一期）畢業典禮中言及，第四訓練分班的學生，最初畢業分發部隊時，並不為各部主官所喜；但該班畢業生憑藉受訓時打下的良好基礎與本職學能，在講究真刀真槍的戰場上有傑出表現；馴至後來各部隊甚至爭相索討要該班畢業生，分發至其單位服役。
由於第四軍官訓練分班位處臺灣，如常運作，持續完成訓練國軍基層軍官之工作，職是之故，陸軍官校得以順利在鳳山復校，此乃第四軍訓班所奠定之基礎。
撤臺後的國軍，自1947年秋以迄1953年，絕大多數幹部均曾在孫立人將軍所領導的陸軍訓練司令部與第四訓練分班，重新整編訓練，甚至包括後來由陸訓部脫胎調撥設立而成的臺灣省防衛司令部、陸軍總司令部和臺灣防衛總司令部，以及由第四訓練分班為基礎的鳳山陸軍軍官學校，都屬於同一系列的多種訓練。
第四軍官訓練班，只在1947年至1950年之間短暫存在，但其所發揮的功能，就數量而言，訓練了大約五十萬人次；就質而言，則有鼓舞士氣、提高戰志，並開始扭轉臺灣本地人自中華民國政府接收以來對國軍的惡劣形象。
在戰場上的具體表現，則以古寧頭大捷時，防守第一線的第80軍第201師為代表，該師面臨多出數倍的登陸敵軍，卻能予以大量殺傷，具備高超準確射擊技能，更可徹夜死守陣線，不自亂退縮、臨危不亂。自此後，第四軍官訓練分班升格而成的陸軍官校，就此成為臺灣的黃埔，在基礎上素為人所肯定。

## 外部取材
- 沈克勤：《孫立人傳》，臺北：臺灣學生書局。
- 《陸軍軍官學校第四軍官訓練班官生訪問紀錄》，國防部史政編譯室編印。
- 朱浤源：〈臺灣新軍的搖籃：鳳山第四軍官訓練班（1947-1950）〉，賴澤涵主編：《臺灣光復初期歷史》，臺北：中央研究院中山人文社會科學研究所，1993年11月。